# Gerardus Petrus Wilmer
Gerardus Petrus Wilmer (Boxtel, gedoopt 22 november 1800 – Haarlem, 1 januari 1877) was een Nederlands geestelijke en bisschop van de Katholieke Kerk. 
Wilmer bezocht het kleinseminarie in Sint-Michielsgestel en het grootseminarie in Herlaar. Hij werd op 8 september 1824 in Keulen tot priester gewijd. Hij werd vervolgens hoogleraar aan het seminarie in Sint-Michielsgestel. In 1825 werd het seminarie bij Koninklijk Besluit gesloten en Wilmer werd kapelaan te Eindhoven. Niet veel later werd hij hoogleraar aan het Herlaarse grootseminarie en secretaris van de apostolisch administrator van Den Bosch. Op 23 maart 1850 werd hij benoemd tot pastoor van Boxtel en deken van Oirschot. In 1852 werd hij benoemd tot plebaan van de Sint-Jan in Den Bosch.
Op 4 mei 1861 benoemde paus Pius IX hem tot bisschop van Haarlem. In die hoedanigheid zette hij zich enthousiast in voor de heiligverklaring van de Martelaren van Gorcum en Liduina van Schiedam. Hij richtte een museum in voor de geschiedenis van het bisdom en publiceerde een tijdschrift Bijdragen voor de geschiedenis van het bisdom Haarlem.  Mgr. Wilmer nam deel aan het Eerste Vaticaans Concilie, waar hij gold als de welsprekendste onder de Nederlandse deelnemers.
- Biografisch Portaal: 54629880
- Digitale Bibliotheek voor de Nederlandse Letteren: wilm008
- International Standard Name Identifier: 0000 0003 9129 0965
- Nederlandse Thesaurus van Auteursnamen: 072323086
- Virtual International Authority File: 285105927
- WorldCat: E39PBJB49Jdyjrqk9HrC9kgFrq